# Массо, Фирмен
Фирме́н Массо́ (фр. Firmin Massot; 5 мая 1766, Женева — 16 мая 1849, там же) — швейцарский художник-портретист.

## Биография
Художник родился во франко-швейцарской семье в Женеве и был четвёртым ребёнком часовщика Андре Массо и его супруги, Марии-Екатерины. Его старшая сестра, Жанна-Пернетт Массо (в браке Шенкер) стала художником-миниатюристом. Она дала брату первые уроки живописи.
Затем Массо учился у художников Жака Кассена и Жоржа Ваньера в Женевском обществе искусств; обучался у знаменитого Лиотара. Он принял участие в первом Женевском салоне, состоявшемся в 1789 году, а в 1790 году получил гран-при, присуждённый обществом искусств Женевы.
Существует версия, что в юности он создал множество картин в сотрудничестве со своим другом, пейзажистом Вольфгангом Адамом Топфером, и анималистом Жаком-Лораном Агассом. Выполненные для состоятельных заказчиков, эти совместные работы изображают людей (за изображение которых отвечал Массо) на фоне пейзажей и в компании животных.
В 1795 году художник женился на Анне-Луизе Мегеванд, в этом браке родилось трое детей.
В 1799 году Массо был назначен директором рисовальных школ города Женевы, а в 1800 году избран членом Женевского общества искусств.
Он давал частные уроки, в том числе будущим художницам Нанси Мерьен и Амели Мунье-Ромилли.
Хотя художник большую часть жизни провёл в Женеве, он посещал Париж, Лион и Лондон, и выставлял картины в двух последних городах. Во время своих путешествий он познакомился с такими художниками, как Франсуа Жерар и Жан-Батист Изабе (в Париже), Флёри Франсуа Ришар (в Лионе) и Томас Лоуренс (в Лондоне).
Работы Массо пользовались огромным успехом при его жизни. Его портреты славились внешним сходством и большим техническим мастерством. Массо являлся одним из ведущих представителей Женевской школы живописи. На сегодняшний день известно около 250 произведений Массо, многие из которых хранятся в европейских и американских музеях. После смерти художника в Женеве было устроено четыре посвящённых ему персональных выставки, первая из которых состоялась в 1860, а последняя — в 1999 году.
Портрет императрицы Жозефины Богарне работы Массо, происходящий из коллекции великого князя Николая Михайловича, хранится в коллекции государственного Эрмитажа в Санкт-Петербурге. В галерее ниже представлена копия (эскиз? авторское повторение?) этого портрета из коллекции замка Мальмезон.

## Галерея

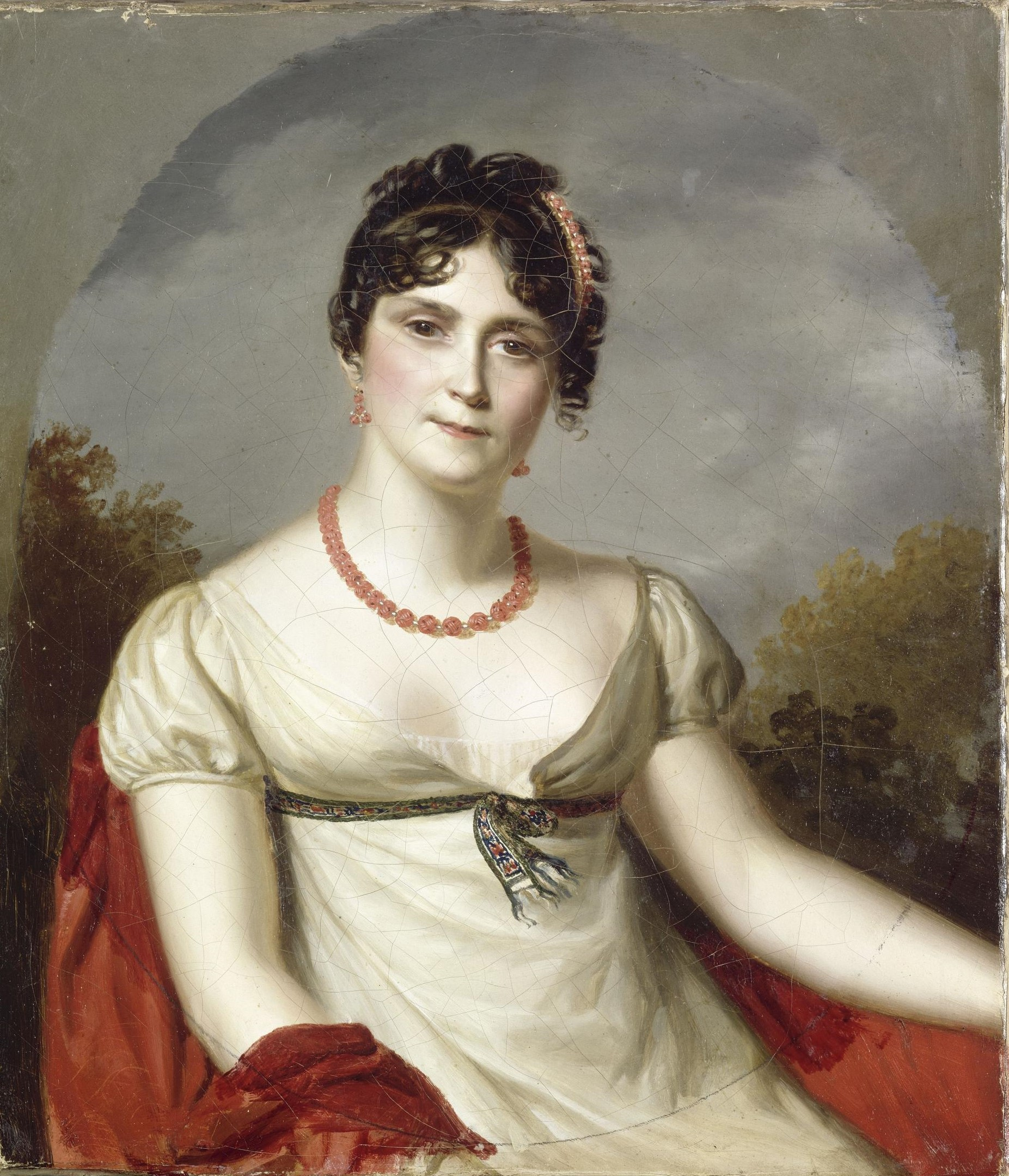
Портрет императрицы Жозефины Богарне
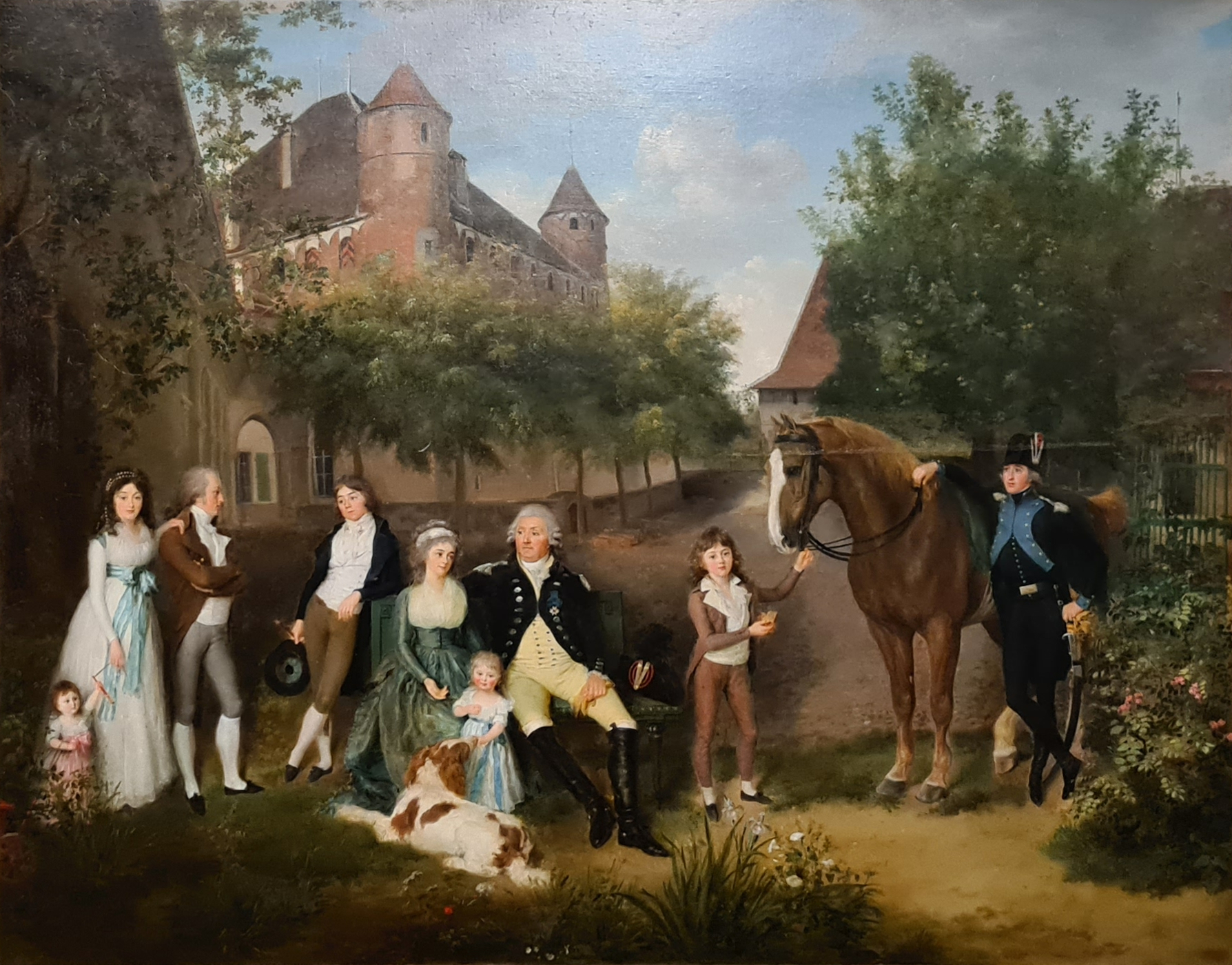
Людвиг ван Бюрен и его семья, 1796. Исторический музей Берна
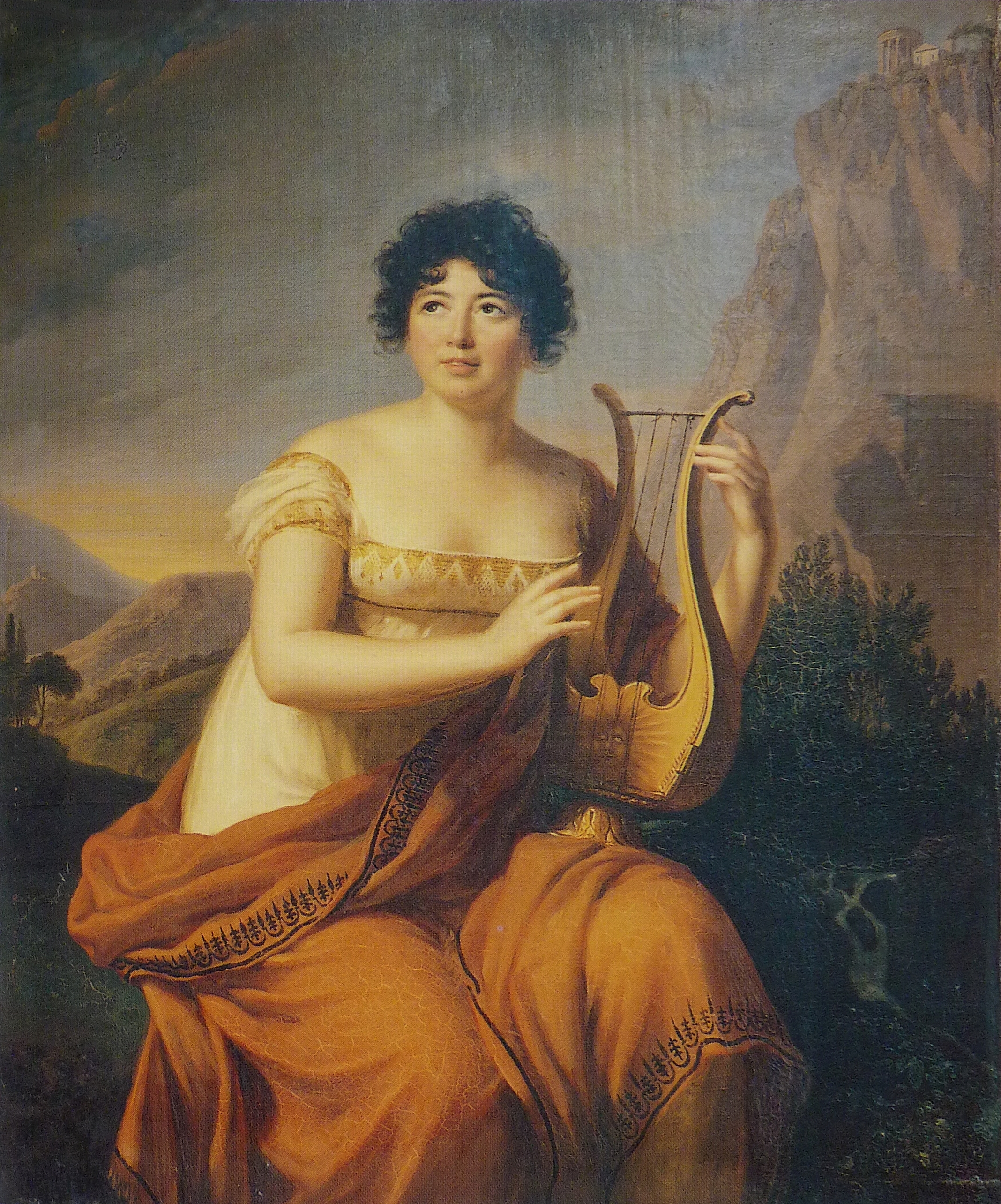
Мадам де Сталь в образе Коринны. Копия с оригинала Виже-Лебрен
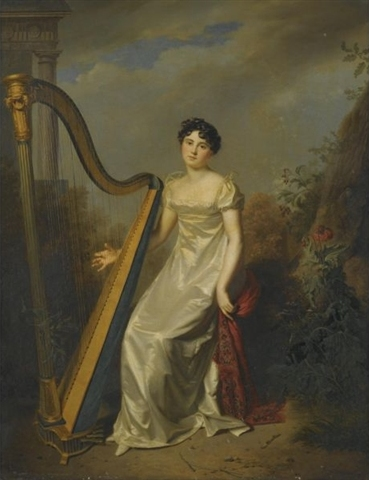
Девушка с арфой. Частное собрание
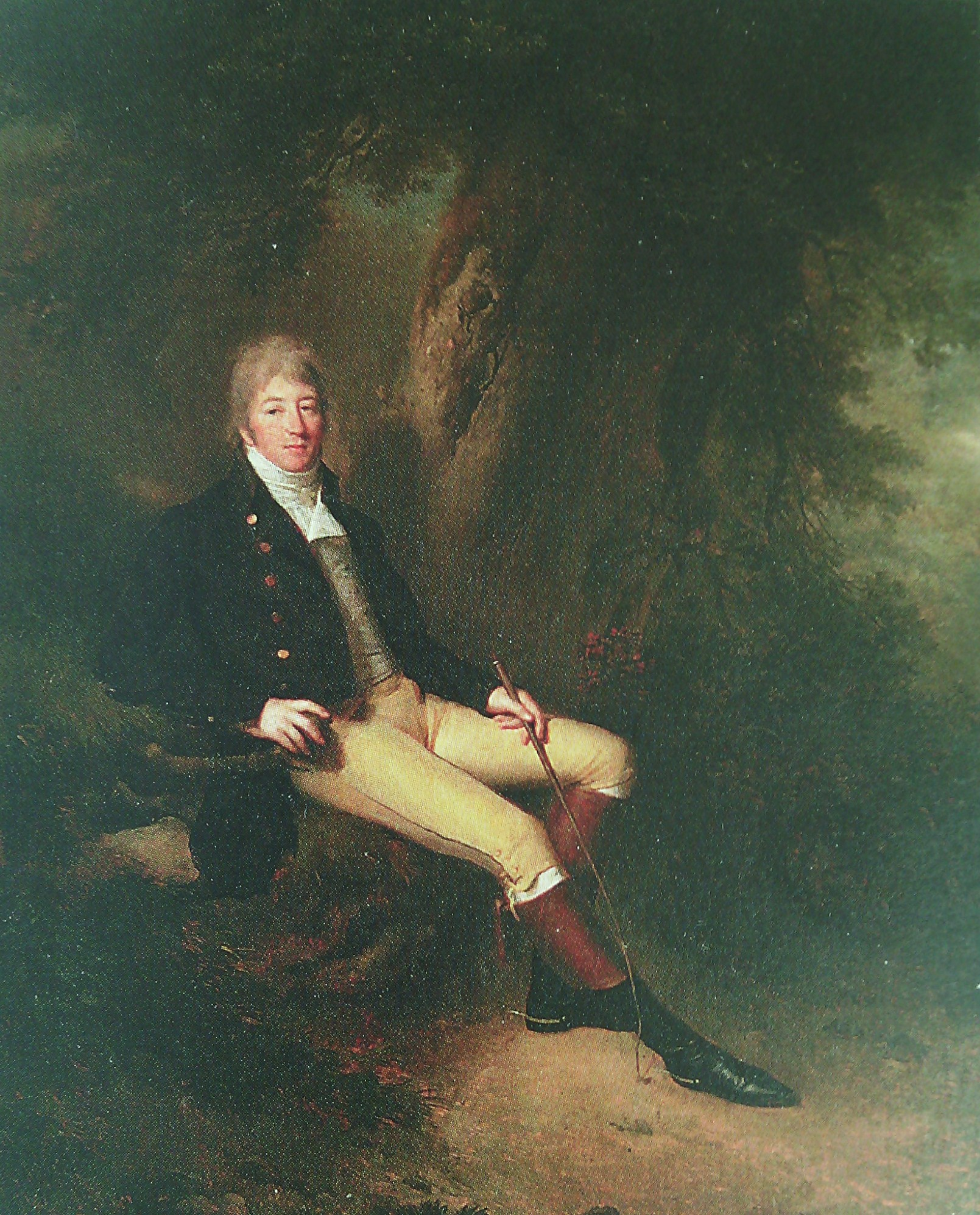
Портрет графа Юрия Головкина
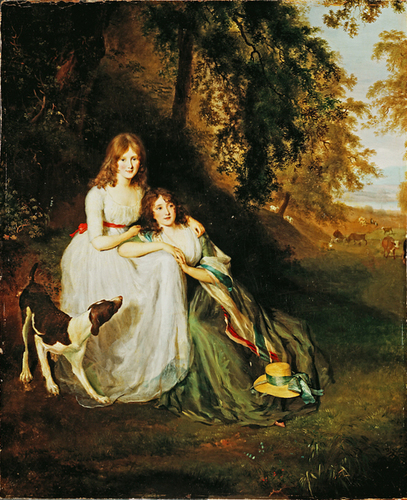
Топффер, Массо, Агасс. Портрет сестёр Mégevand
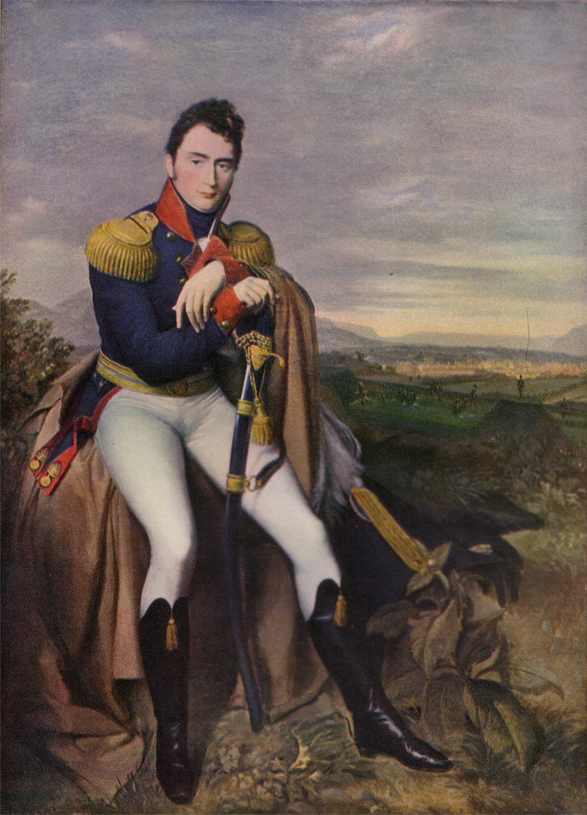
Портрет Людвига фон Зонненберга
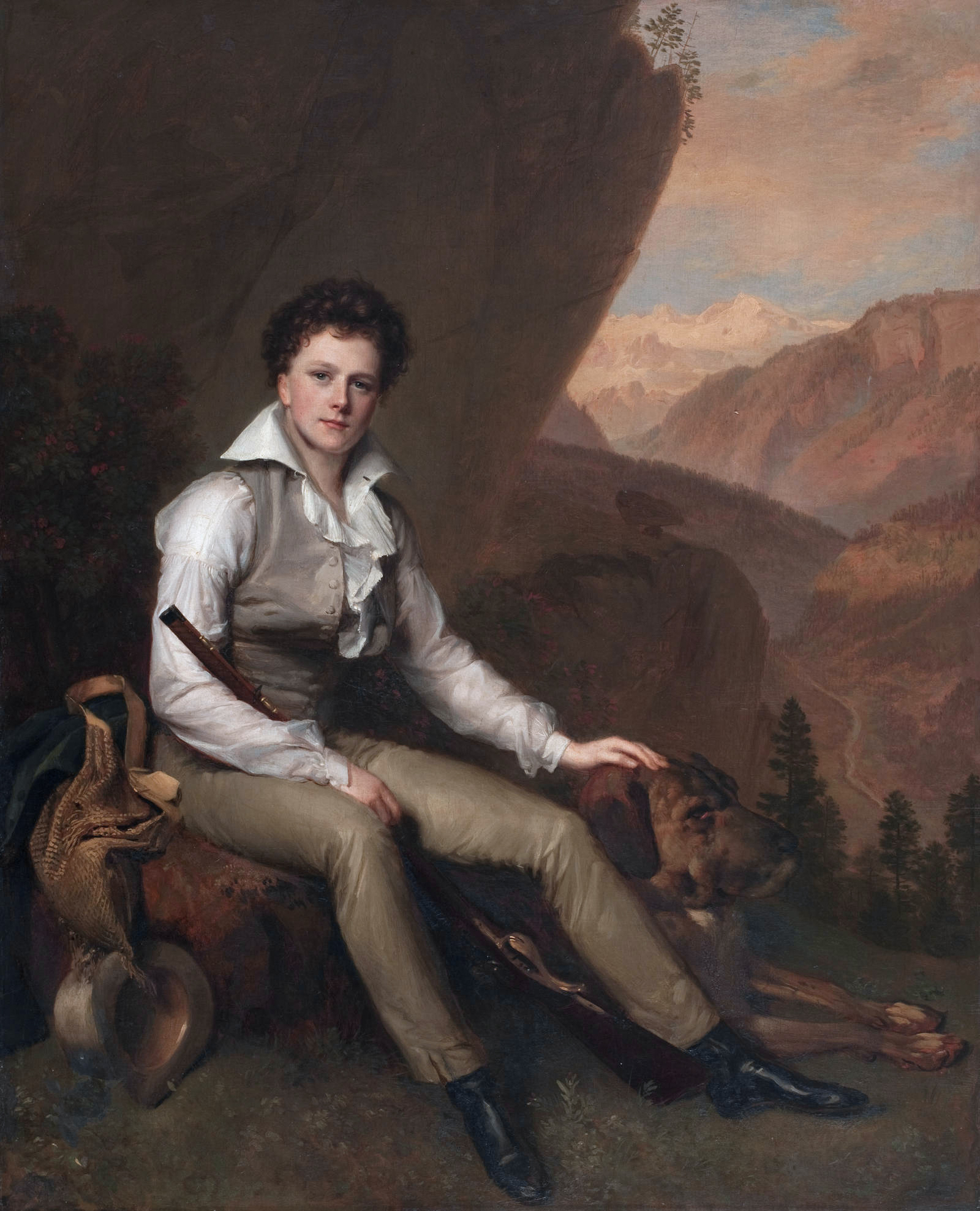
Портрет Джона Кэмбелла, маркиза Бредалбейна
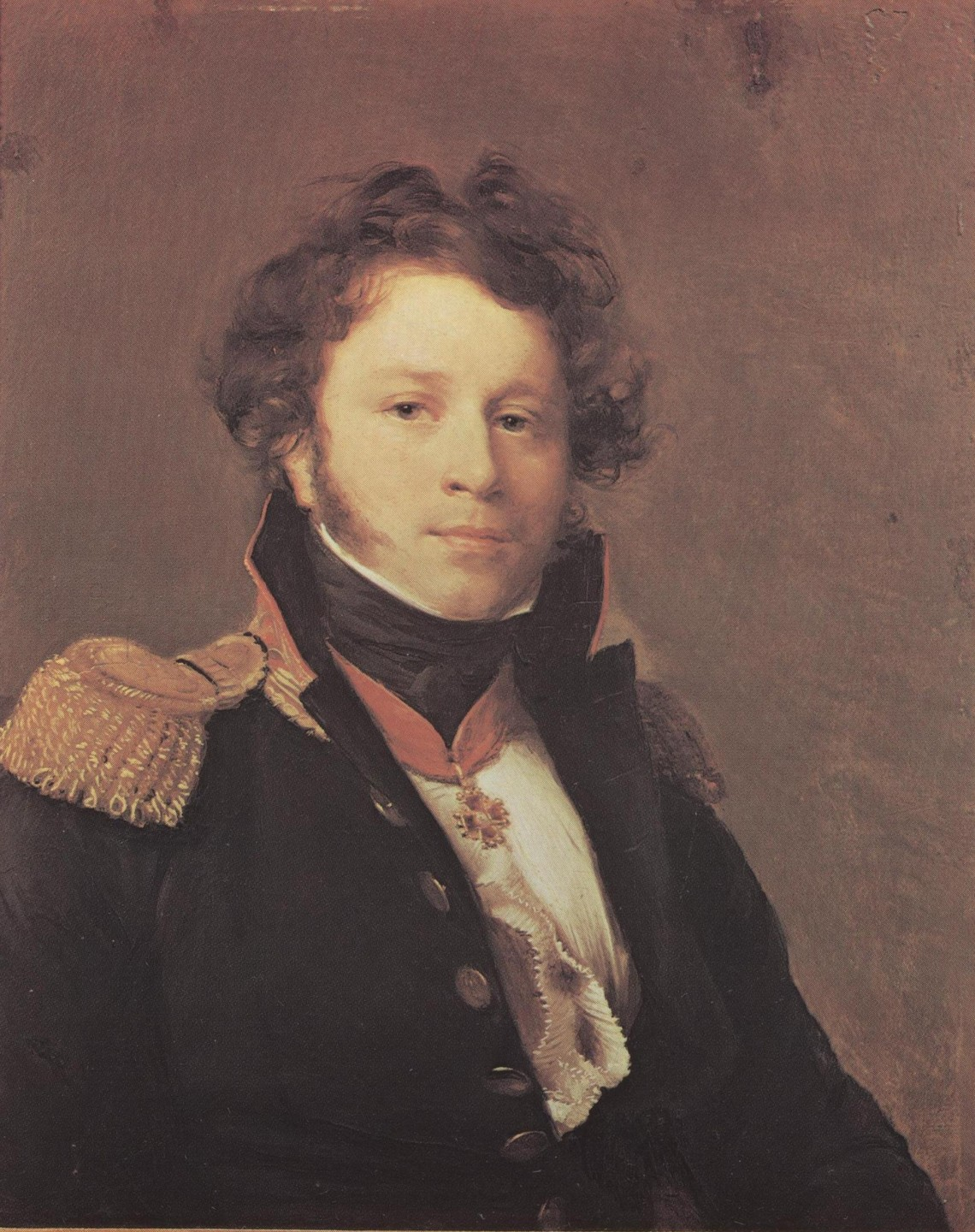
Портрет Шарля Рене Пикте де Рошмона
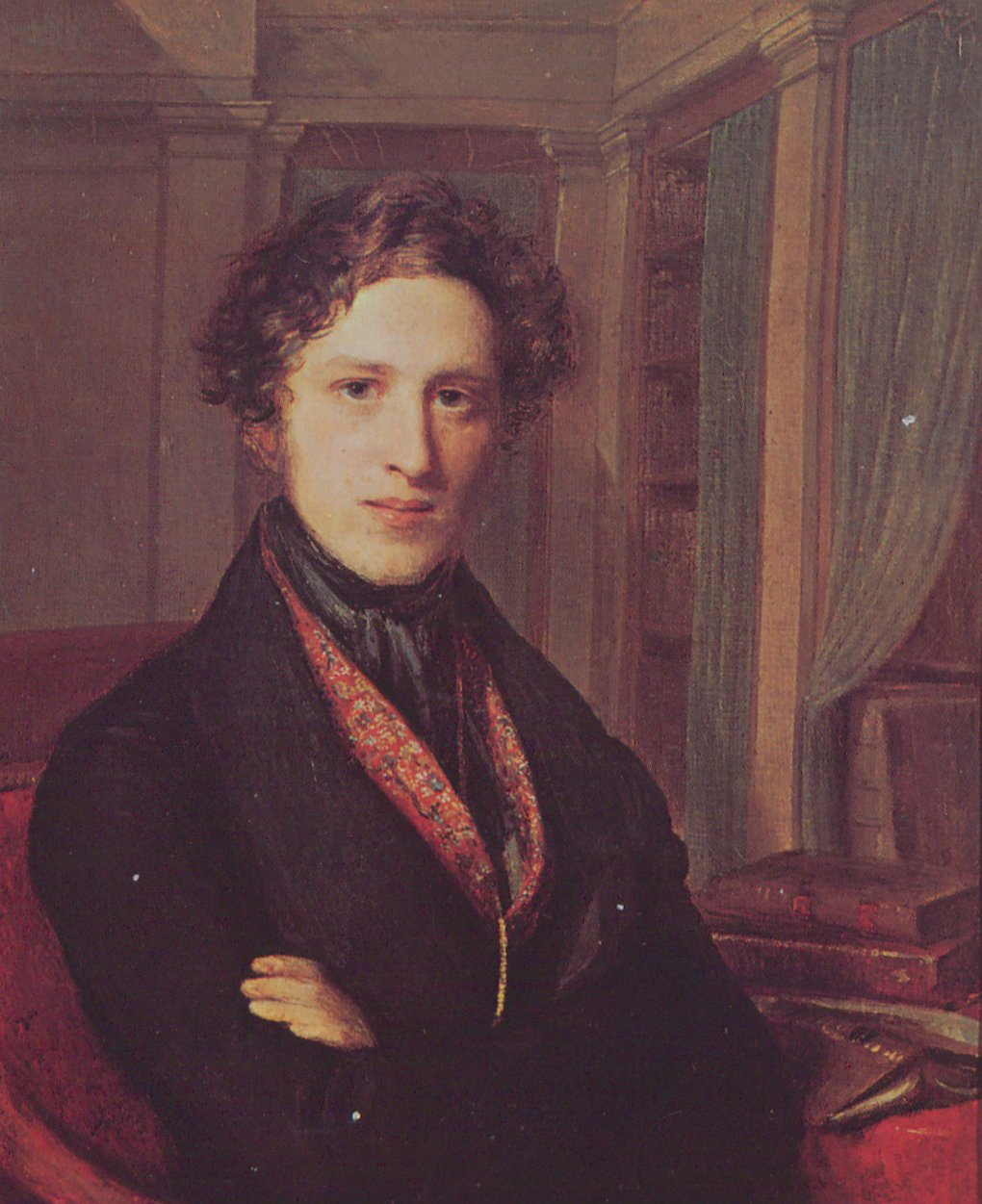
Портрет Адольфа Пикте